# Route départementale 202 (Haïti)
Pour les articles homonymes, voir Route 202.
La route départementale 202, ou RD 202, est une route départementale d'Haïti reliant Aquin à Miragoâne.

## Présentation
La route 202 commence à l'intersection des routes RD 203 et RD 401 à Bois d'Ormes de la commune d'Aquin. 
Elle s'étend vers le nord, traversant les villages de Lacachine, Puits Chacha, Puits Vibert et Morne Carail avant de s'orienter vers le nord-ouest. 
Elle continue jusqu'au centre-ville de Fond-des-Blancs, passe à proximité de l' aéroport de Fond-des-Blancs.  
Plus loin, la route 202 traverse la rivière Côtes-de-Fer puis entre dans le village de Lhomond. 
Elle continue vers le nord après Nan Bourrique et Haut du Four et se termine a Carrefour Moussignac de la route Nationale 2.

## Tracé
- Aquin
- Fond-des-Blancs
- Miragoâne